# Arturia

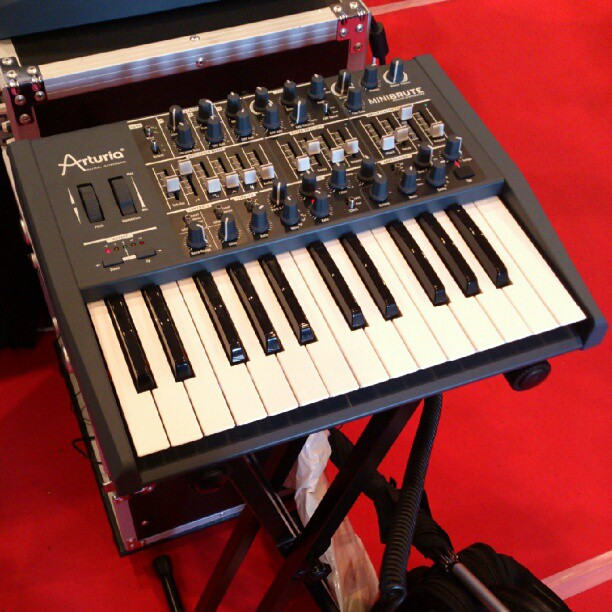
Sintetizador Arturia Mini-Brute, lanzado en año 2012

Arturia es una compañía basada en Grenoble, en Francia, especializada en el desarrollo de software y de hardware musical, con productos orientados tanto para aficionados como para profesionales. Fue fundada en  1999 por dos ingenieros franceses llamados Frédéric Brun y Gilles Pommereuil.  Esta compañía tiene presencia en más de 25 países gracias a una red de revendedores de sus productos, y de hecho, más del 90% de sus ingresos proviene de la exportación de los mismos a diferentes regiones del planeta, principalmente a Estados Unidos, Japón y norte de Europa.

## Historia
La electrónica que soportaba los sintetizadores analógicos de los años 1970s era muy inestable, lo cual hacía a estos instrumentos muy poco confiables en cuanto a la afinación, principalmente. Con el advenimiento de nuevas tecnologías digitales, durante los 1980s se logró mejorar mucho en este sentido, haciendo que los músicos se volcaran rápidamente a las mismas. La realidad es que estos nuevos instrumentos cambiaron notablemente la naturaleza tímbrica de sus sonidos. Según las voces de entendidos, si bien se había ganado en estabilidad electrónica, la calidez de aquellos primeros sonidos nunca había podido repetirse en los nuevos equipos (que usaban otros métodos de síntesis de sonido).
Durante los años 2000s se produjeron importantes avances en la informática musical, lo cual permitió que algunas compañías trabajaran exitosamente en recreaciones emuladas digitalmente de aquellos antiguos sintetizadores, siendo Arturia una de las pioneras en trabajar en este campo. Fue así que hacia fines de 1990s y principios de los 2000s la compañía comenzó a asociarse y a trabajar de manera muy cercana con varias instituciones de investigación, tales como IRCAM, en Francia. El resultado de este trabajo dio lugar a que el área de Procesamiento de Señal de Arturia desarrollase una tecnología a la que llamó TAE® (True Analog Emulation), la cual le permitió posicionarse como un competidor de valor entre las compañías que trabajaron sobre esta tendencia.

## Productos
La gama de productos de la empresa incluye sintetizadores virtuales, colecciones de software, sintetizadores físicos, teclados MIDI y secuenciadores, apps móviles, y otros equipos de audio y controladores. 
Sintetizadores virtuales
En diciembre de 2018, Arturia presentó su primer sintetizador virtual original: el Arturia Pigments. Tiene aspectos comunes con los populares plug-ins VST Serum y Vital, con su visualización en tiempo real de envolventes, filtros, LFO y tablas de ondas.
Los anteriores sintetizadores virtuales de Arturia son emulaciones de otros sintetizadores, órganos y pianos, y se pueden comprar por separado, o bien en conjunto con la V Collection. Analog Lab es una colección de preajustes de estos sintetizadores, pero con opciones limitadas de transformación del sonido. Viene incluida con muchos de sus teclados controladores MIDI, como el KeyLab MkII y la gama KeyLab Essential.
En 2022, y como parte de su V Collection 9, Arturia lanzó una nueva gama de productos originales entre los que se cuentan Augmented STRINGS y Augmented VOICES. Estos instrumentos virtuales ofrecen nuevas formas de emplear sonidos ya conocidos. En cuanto a los efectos virtuales originales, Rev INTENSITY, Delay ETERNITY, Bus FORCE, Efx FRAGMENTS y Dist COLDFIRE están incluidos en la FX Collection.
Síntesis sustractiva
- MS-20 V, una recreación del MS-20 de Korg
- ARP2600 V3, una recreación del Arp2600 de ARP instruments[2]
- CS-80 V4, una recreación del CS80 de Yamaha
- Mini V3, una recreación del Minimoog de Moog
- Modular V3, una recreación del sintetizador modular Moog, creado por Moog
- SEM V2, una recreación del SEM de Oberheim
- Jup-8 V4, una recreación del Jupiter 8 de Roland
- Matrix-12 V2, una recreación del Matrix 12 de Oberheim
- Synthi V, una recreación del VCS 3 de EMS
- Jun-6 V, una recreación del Juno-60 de Roland
- OP-Xa V, una recreación del OB-X de Oberheim
- Prophet V, una recreación del Prophet-5 de Sequential

Sintetizadores digitales
- DX7 V, una recreación del DX7 de Yamaha
- SQ80 V, un sintetizador que combina formas de onda con la técnica “crosswave”
- CZ V, un sintetizador de distorsión de fase basado en el CZ-101 y el CZ-1000 de Casio

Emulaciones de teclados
- VOX Continental V2, una recreación del órgano Vox Continental de Vox
- Farfisa V, una recreación de un órgano Farfisa
- Wurli V2, una recreación del piano electrónico Wurlitzer, fabricado por Wurlitzer
- Solina V2, una recreación del ARP String Ensemble de ARP Instruments
- Stage-73 V2, una recreación de la gama de pianos eléctricos Rhodes, fabricados por Rhodes
- Clavinet V, una recreación del Clavinet de Hohner
- B-3 V2, una recreación de un órgano
- Piano V3, que recrea el sonido de un piano mediante modelado físico

Samplers
- Emulator II V, una recreación del Emulator de E-mu
- Synclavier V, una recreación del Synclavier de New England Digital
- CMI V, una recreación del Fairlight CMI de Fairlight
- Mellotron V, una recreación del Mellotron

Plug-ins diversos
- Analog Lab V
- Pigments, un VSTi original con motores de tablas de ondas, síntesis analógica virtual, sampleo y armónicos.
- Buchla Easel V, una recreación del Music Easel de Buchla
- Vocoder V, una emulación de un vocoder
- Prophet-5V, un plug-in de síntesis vectorial basado en el Prophet VS de Sequential Circuits
- Augmented Strings
- Augmented Voices
- Augmented Grand Piano

Efectos virtuales
Filtros
- Mini-Filter, una emulación del filtro de escalera Moog, ahora con secuenciación y fuentes de modulación
- M12-Filter, una emulación del filtro del Oberheim Matrix-12, basado en el CEM 3372, ahora con secuenciación y fuentes de modulación
- SEM-Filter, una emulación del filtro del Oberheim SEM, ahora con secuenciación y fuentes de modulación
- EQ SITRAL-295, una emulación de los ecualizadores Siemens Sitral

Dinámica
- Comp VCA-65, un compresor de estilo VCA que emula el DBX 165A
- Comp FET-76, una emulación del 1176LN, creado originalmente por Universal Audio
- Comp TUBE-STA, un compresor a válvulas
- Bus FORCE, un bus de efectos creado por Arturia que combina un ecualizador, un compresor y una unidad de distorsión

Efectos de tiempo
- Chorus JUN-6, una emulación del chorus del Juno-60, creado originalmente por Roland
- Chorus DIMENSION-D, una emulación del Dimension-D, un chorus creado originalmente por Roland
- Phaser BI-TRON, una recreación del Bi-Phase, creado originalmente por Mu-tron
- Flanger BL-20, una recreación del BF-20 Flanger, creado originalmente por Bel

Reverbs y delays
- Delay TAPE-201, un delay de cinta que emula el RE-201 de Roland
- Delay MEMORY-BRIGADE, un delay de tipo “bucket brigade” basado en el Deluxe Memory Man de Electro-Harmonix
- Delay ETERNITY, un delay digital diseñado por Arturia
- Rev PLATE-140, una reverb de placas que emula la EMT 140 de EMT
- Rev INTENSITY, una reverb digital diseñada por Arturia
- Rev SPRING-636, una reverb de resortes que emula la unidad de reverberación Type 636 de Grampian
- Efx Fragments, un efecto granular diseñado por Arturia

Previos
- 1973-Pre, una recreación del previo Neve AMS con dos ecualizadores paramétricos
- TridA-Pre, una recreación de los previos y los ecualizadores de la consola A-Range de Trident
- V76-Pre, una recreación de los ecualizadores y previos de Telefunken
- Tape Mello-Fi, un módulo de previo y saturación con sonido de cinta que emula las características del Mellotron V

Interfaces de audio
- Minifuse 1
- Minifuse 2
- AudioFuse
- AudioFuse Studio
- AudioFuse 8Pre

Controladores MIDI
- KeyStep[33]
- KeyStep 37[34]
- KeyStep Pro[35]
- BeatStep
- BeatStep Pro
- Minilab mk3.jpg
- MiniLab 3
- MicroLab
- KeyLab Essential 49
- KeyLab Essential 61
- KeyLab Essential 88
- KeyLab 49 MkII
- KeyLab 61 MkII
- KeyLab 88 (descatalogado)
- KeyLab 88 MkII

Sintetizadores físicos
Aunque Arturia es más conocida por sus sintetizadores virtuales, también fabrica sintetizadores físicos, entre los que está su popular gama Brute.
- MicroFreak
- MicroBrute
- MiniFreak
- MiniBrute
- MiniBrute 2
- MiniBrute 2S
- MatrixBrute
- Origin
- PolyBrute

Cajas de ritmos físicas
- DrumBrute
- DrumBrute Impact

Cajas de ritmos híbridas (Windows/Mac OS X/iOS con controlador)
- Spark
- SparkLE

Apps de iOS
- iMini
- iSem
- iProphet
- iSpark

## Usuarios reconocidos
Entre los usuarios que utilizan productos de esta compañía se destacan:
- Mike McKnight - Tecladista de Madonna, Spice Girls, Earth Wind & Fire, Jennifer Lopez
- Trent Reznor - Tecladista de Nine Inch Nails
- Tiësto
- Jean-Michel Jarre
- Steve Porcaro - Tecladista de Toto
- Klaus Schulze
- Jordan Rudess
- Hans Zimmer
- Robert Moog
- Howard Jones
- Herbie Hancock
- Armin van Buuren
- The Crystal Method
- Deadmau5
- Tangerine Dream - especialmente en el álbum Jeanne D'arc La Ravolte Eternelle (en vivo 2005)
- Vitalic
- Colectivo Matadero